# Crouzet-Migette
Crouzet-Migette – miejscowość i gmina we Francji, w regionie Burgundia-Franche-Comté, w departamencie Doubs.
Według danych na rok 1990 gminę zamieszkiwały 74 osoby, a gęstość zaludnienia wynosiła 13 osób/km² (wśród 1786 gmin Franche-Comté Crouzet-Migette plasuje się na 669. miejscu pod względem liczby ludności, natomiast pod względem powierzchni na miejscu 748.).